# Карл Бюлер
Карл Людвіг Бюлер (нім. Karl Ludwig Bühler, 27 травня 1879, Мекесгайм, Баден — 24 жовтня 1963, Лос-Анджелес) — німецький психолог та лінгвіст, автор праць з психології мислення і мови, з загального мовознавства, один з представників Вюрцбурзької школи.

## Біографія
Народився в Німеччині. Учень О. Кюльпе. До встановлення нацистського режиму працював в університетах Вюрцбурга, Бонна, Мюнхена, в 1922—1938 рр. у Відні, після аншлюса Австрії — у Міннесотському (з 1940) та Лос-Анджелеському університетах (з 1945) США. Його дружина Шарлотта Бюлер — спеціаліст з дитячої психології.
У психології послідовник вюрцбурзької школи т. зв. «Цілісного психологічного аналізу», пов'язаного з теорією гештальтів. Розробляв оригінальну концепцію мови, багато в чому відходить від сосюрівської дихотомії «мова і мовлення». Запропонував теорію мовного акту, ввів поняття конотації, одним з перших почав дослідження дейксисних одиниць мови. Зробив істотний внесок у розробку проблеми психічного розвитку дитини, розробивши неоднозначну концепцію виділення трьох основних стадій психічного розвитку («інстинкт», «дресура», «інтелект»).
Роботи Бюлера з мовознавства вплинули на представників Празької школи.

## Твори
- Handbuch der Psychologie. — Jena, 1922.
- Ausdruckstheorie. — Jena, 1933.
- Sprachtheorie. Die Darstellungsfunktion der Sprache. — Jena, 1934.

### В перекладі на російську мову
- Бюлер К. Духовное развитие ребенка. — М., 1924.
- Бюлер К. Очерк духовного развития ребенка. — М., 1930.
- Бюлер К. Теория языка. Репрезентативная функция языка. — М.: Прогресс, 1993. — 502 c.